# The Keys
The Keys is een nummer van de Franse singer-songwriter Talisco uit 2016. Het is de tweede en laatste single van zijn debuutalbum Run.
De tekst van "The Keys" beschrijft een gevoel van jong en zorgeloos zijn, en te leven in het moment. Het refrein herhaalt de zin "Hey ya" en moedigt aan om ten volle van het leven te genieten. De plaat werd een hit in Frankrijk, mede doordat het gebruikt werd in een reclame van Bouygues Télécom, en bereikte de 45e positie. Buiten Frankrijk bereikte het nummer de Tipparade in Wallonië.